# Utenos Alus
Utenos Alus is een Litouwse brouwerij in Utena. Sinds 2001 maakt de brouwerij deel uit van Švyturys-Utenos Alus AB.

## Geschiedenis
De brouwerij werd ten tijde van het Sovjetregime in de jaren 1970 gebouwd met hulp van technici van de Tsjechische firma TechnoExport, onder leiding van Jerzy Tomášek. Gediminas Jackevičius werd de eerste manager en bleef dit tot aan zijn dood in 1993. Op 14 januari 1977 werd het eerste Žigulinis-bier gebrouwen. Er werden ook frisdranken zoals Citrina, Sajanai, Tarchūnas en Šaltukas gebotteld in de fabriek. Na de val van het communisme en de onafhankelijkheid van Litouwen in 1990 werd de brouwerij geprivatiseerd en veranderde de naam in Utenos Gėrimai AB. Vanaf 1991 werden er een aantal nieuwe bieren gebrouwen zoals Lietuviškas, Aukštaitijos, Studentiškas, Gaudeamus, Sartų, Bočių, Baltų, Utenos, Utenos Premium, GJ, Turbo en Porteris. In 1997 werd een samenwerking gestart met de Baltic Beverages Holding (BBH). In 2001 BBH fuseerde BBH de brouwerijen  Švyturys en Utenos Alus in een naamloze vennootschap genaamd Švyturys-Utenos Alus AB. Sinds 2008 behoort BBH tot de Deense Carlsberggroep.

## Producten

### Bieren
- Utenos

### Andere dranken
- D-Light
- Kiss (cider)
- Somersby (cider)
- Vichy (mineraalwater & frisdrank)